# Adolf của Đức
Adolf (khoảng 1255 – 2 tháng 7 năm 1298) là bá tước xứ Nassau từ khoảng năm 1276, được bầu làm Vua La Mã Đức từ năm 1292 cho đến khi bị phế truất bởi các tuyển đế hầu năm 1298. Ông chưa bao giờ được giáo hoàng trao vương miện hoàng đế. Ông là vị vua đầu tiên của Đế quốc La Mã Thần thánh bị phế truất mà không bị Giáo hoàng ra vạ tuyệt thông. Adolf chết trong Trận Göllheim chống lại người kế nhiệm Albert của Habsburg.

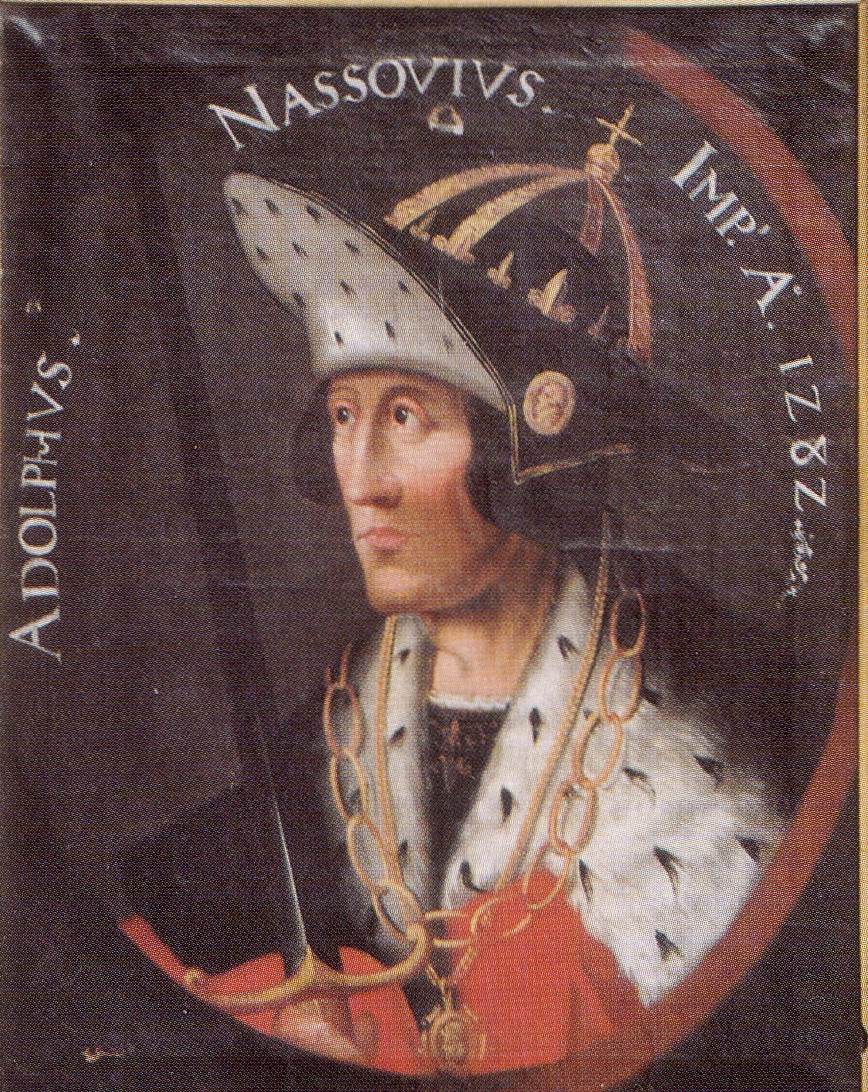
Chân dung vẽ bởi Arnold Montanus, 1662

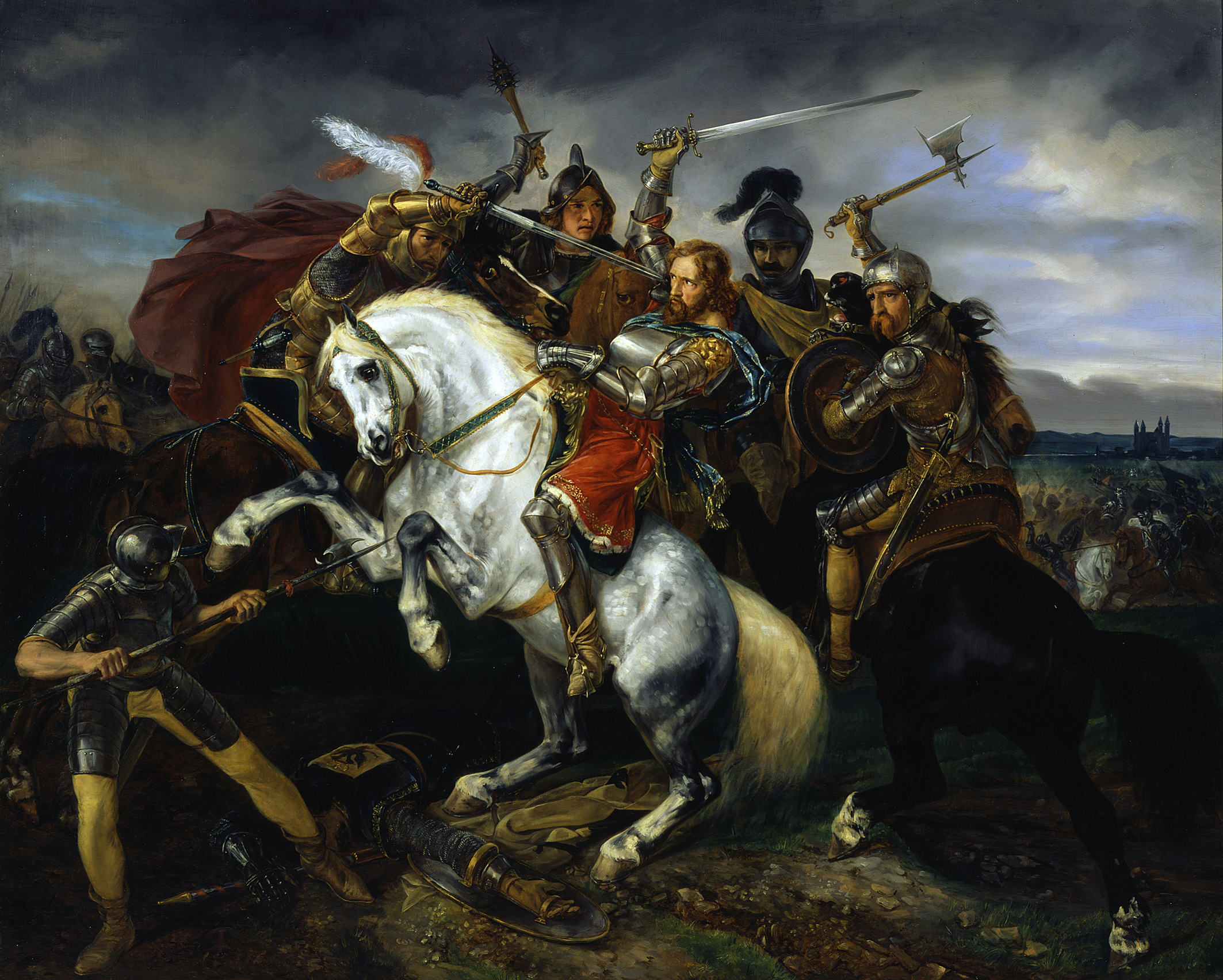
Miêu tả cái chết của Adolf trong trận Göllheim, vẽ bởi Master Simon, Koblenz, 1829